# Liste der Schweizermeister im Judo
Die Liste der Schweizermeister im Judo listet alle Elite-Sieger sowie die Zweit- und Drittplatzierten der Judo-Schweizermeisterschaften, gegliedert nach Männern (seit 2015) und Frauen (seit 2018) auf.

## Männer

### Bis 60 kg
| Jahr | Gold                                          | Silber                                                | Bronze                                                                                    |
| ---- | --------------------------------------------- | ----------------------------------------------------- | ----------------------------------------------------------------------------------------- |
| 2015 | Michael Iten (Judo Schule Fuji-San Baar)      | Samuel Waizenegger (Ecole de Judo Ju-Jitsu Lemanique) | Daniel Rüfli (Judo Club Grenchen) Mathieu Groell (Ecole de Judo Amweg Delémont)           |
| 2016 | Mathieu Groell (Ecole de Judo Amweg Delémont) | Vincent Nussbaum (Budo Club Trois Chênes)             | Lionel Schwander (Ecole Judo Dégallier) Simon Heid (Judo & Ju-Jitsu Club Weinfelden)      |
| 2017 | Raphael Erne (Budokan Zürich)                 | Janik Fischer (Judo Club St. Gallen-Gossau)           | Charles Demierre (Judo Club Romont) Gabriel Pfister (Judo-Sport Birsfelden)               |
| 2018 | Raphael Erne (Budokan Zürich)                 | Janik Fischer (Judo Club St. Gallen-Gossau)           | Romain Duruz (Judo Club Marly) Maxime Albisetti (Judo Attalens)                           |
| 2019 | Raphael Erne (Budokan Zürich)                 | Loan Celikbilek (Judo Club Delémont)                  | Maxime Albisetti (Judo Attalens) Janik Fischer (Judo Club St. Gallen-Gossau)              |
| 2021 | David Gauch (Judo Kwai Lausanne)              | Gabriel Pfister (Judo-Sport Liestal)                  | Cédric Gauch (Judo Club Villars-sur-Glâne-Fribourg) Jesse Waizenegger (Judo & CO Servion) |
| 2022 | David Gauch (Judo Kwai Lausanne)              | Janis Engeli (Judo Club Nippon St. Gallen)            | Gabriel Pfister (Judo-Sport Liestal) Jesse Waizenegger (Judo & CO Servion)                |

### Bis 66 kg
| Jahr | Gold                                     | Silber                                       | Bronze                                                                               |
| ---- | ---------------------------------------- | -------------------------------------------- | ------------------------------------------------------------------------------------ |
| 2015 | Marco Papa (Judo Club Carouge)           | Arturo Andres Sanchez (Judo Club Carouge)    | Nils Stump (Judo Club Uster) Simon Rosset (Judo Club Morges)                         |
| 2016 | Simon Rosset (Judo Club Morges)          | Jonathan Deillon (Judo Club Romont)          | Jan Waeber (Judo Club Hara Sport Murten) Robin Delimar (Ju-Jitsu & Judo Club Brugg)  |
| 2017 | Simon Rosset (Judo Club Morges)          | Lionel Schwander (Ecole Judo Dégallier)      | Sid Stoya (Judo Club Carouge) Jan Waeber (Judo Club Hara Sport Murten)               |
| 2018 | Adam Batsiev (Judo Schule Fuji-San Baar) | Simon Heid (Judo & Ju-Jitsu Club Weinfelden) | Simon Rosset (Judo Club Morges) Janos Schorno (Shinbudo Biel/Bienne)                 |
| 2019 | Adam Batsiev (Judo Schule Fuji-San Baar) | Lionel Schwander (Ecole Judo Dégallier)      | Tristan Frei (Judo Club Ruggell) Michael Hirtl (Judo Club Tadashi Goldach)           |
| 2021 | Tatsuto Shima (Judo Kwai Lausanne)       | Lionel Schwander (Ecole Judo Dégallier)      | Freddy Waizenegger (Judo & CO Servion) Loan Celikbilek (Judo Club Delémont)          |
| 2022 | Lionel Schwander (Ecole Judo Dégallier)  | Loan Celikbilek (Judo Club Delémont)         | Nicolas Bolzoni (Judo Club Stade-Lausanne) Vincent Nussbaum (Budo Club Trois Chênes) |

### Bis 73 kg
| Jahr | Gold                                                | Silber                                                            | Bronze                                                                              |
| ---- | --------------------------------------------------- | ----------------------------------------------------------------- | ----------------------------------------------------------------------------------- |
| 2015 | David Papaux (Judo Club Villars-sur-Glâne-Fribourg) | Naïm Matt (Judo Club Cheseaux) Andrin Strickler (Judo Club Uster) | Luca Genito (Judo Team Nyon) Arnaud Bohren (Judo Club Morges)                       |
| 2016 | Nils Stump (Judo Club Uster)                        | Kristian Nikollbibaj (Judo & Ju-Jitsu Club Weinfelden)            | Naïm Matt (Judo Club Cheseaux) Andrin Strickler (Judo Club Uster)                   |
| 2017 | Naïm Matt (Judo Club Cheseaux)                      | Marco Papa (Judo Club Morges)                                     | Nicolas Schenkel (Judo Club Carouge) Nils Stump (Judo Club Uster)                   |
| 2018 | Naïm Matt (Judo Club Cheseaux)                      | Arnaud Bohren (Judo Club Morges)                                  | Tom Witzig (Judo Schule Nippon Basel) Dimitri Baur (Judo Club Biel/Bienne-Nidau)    |
| 2019 | Timo Allemann (Judo Club Nippon St. Gallen)         | Eduard Nicolaescu (Ju-Jitsu & Judo Club Brugg)                    | Sid Stoya (Judo Attalens) Siro Stump (Judo Club Uster)                              |
| 2021 | Siro Stump (Judo Club Uster)                        | Naïm Matt (Judo Club Cheseaux)                                    | Julien Vollenweider (Ecole Judo Dégallier) Tom Witzig (Judo Schule Nippon Basel)    |
| 2022 | Sid Stoya (Judo Attalens)                           | Siro Stump (Judo Club Uster)                                      | John Waizenegger (Judo & CO Servion) Alexis Bataillon (Judo Club Biel/Bienne-Nidau) |

### Bis 81 kg
| Jahr | Gold                                         | Silber                                    | Bronze                                                                            |
| ---- | -------------------------------------------- | ----------------------------------------- | --------------------------------------------------------------------------------- |
| 2015 | Florian Droux (Judo Schule Nippon Basel)     | Florian Girardoz (Judo Club Montreux)     | Jérémy Princep (Budo Club Trois Chênes) Dominik Sommer (Sport-Center Nippon Bern) |
| 2016 | Dominik Sommer (Sport-Center Nippon Bern)    | Philipp Koch (Judo Club Uster)            | Michael Kistler (Ju-Jitsu & Judo Club Brugg) Luca Campestrin (Judo-Sport Liestal) |
| 2017 | Timo Allemann (Judo Club Nippon St. Gallen)  | Dominik Sommer (Sport-Center Nippon Bern) | Florian Droux (Judo Schule Nippon Basel) Vincent Genito (Judo Team Nyon)          |
| 2018 | Lukas Wittwer (Judo Club Uster)              | Dominik Sommer (Sport-Center Nippon Bern) | David Vavrecka (Judo-Sport Liestal) Simon Gautschi (Judo Club Arashi-Kulm)        |
| 2019 | Michael Kistler (Ju-Jitsu & Judo Club Brugg) | Florian Droux (Judo Schule Nippon Basel)  | Guillaume Favre (Judo Club Cheseaux) Yannic Johner (Judo Schule Nippon Basel)     |
| 2021 | Michael Kistler (Ju-Jitsu & Judo Club Brugg) | Yannic Johner (Judo Schule Nippon Basel)  | Timo Schweizer (Ju-Jitsu & Judo Club Brugg) Loïc Gerosa (Judo Club le Samouraï)   |
| 2022 | Lukas Wittwer (Judo Club Uster)              | Yannic Johner (Judo Schule Nippon Basel)  | Leandro Brühlmann (Judokwai Walenstadt) Loïc Gerosa (Judo Club le Samouraï)       |

### Bis 90 kg
| Jahr | Gold                                           | Silber                                    | Bronze                                                                        |
| ---- | ---------------------------------------------- | ----------------------------------------- | ----------------------------------------------------------------------------- |
| 2015 | Dominik Wenzinger (Ju-Jitsu & Judo Club Brugg) | Simon Schnell (Judo Club Uster)           | Quentin Le Cam (Judo Club Marly) Jonathan Schindler (Judo Club Moutier)       |
| 2016 | Ciril Grossklaus (Ju-Jitsu & Judo Club Brugg)  | Simon Schnell (Judo Club Uster)           | Quentin Le Cam (Judo Club Marly) Tobias Meier (Ju-Jitsu & Judo Club Brugg)    |
| 2017 | Ciril Grossklaus (Ju-Jitsu & Judo Club Brugg)  | Florian Girardoz (Judo Club Montreux)     | Quentin Le Cam (Judo Club Marly) Raphael Schwendinger (Judo Club Ruggell)     |
| 2018 | Florian Girardoz (Judo Club Montreux)          | Dorian Thomé (Judo Club Morges)           | Lucas Paulin (Ecole Judo Dégallier) Glen Monnard (Ecole Judo Dégallier)       |
| 2019 | Florian Girardoz (Judo Club Montreux)          | Tobias Meier (Ju-Jitsu & Judo Club Brugg) | Simon Gautschi (Judo Club Arashi-Kulm) Nicolas Robadey (Judo Club Morges)     |
| 2021 | Ciril Grossklaus (Ju-Jitsu & Judo Club Brugg)  | Lucas Paulin (Ecole Judo Dégallier)       | Bastien Beuchat (Judo Club Delémont) Florian Girardoz (Judo Club Montreux)    |
| 2022 | Simon Gautschi (Judo Club Arashi-Kulm)         | Reto Enderlin (Judo Club Buchs)           | Simon Eich (Ju-Jitsu & Judo Club Brugg) Morgan Bloesch (Ecole Judo Dégallier) |

### Über 90 kg
| Jahr | Gold                                       | Silber                                   | Bronze                                                                       |
| ---- | ------------------------------------------ | ---------------------------------------- | ---------------------------------------------------------------------------- |
| 2015 | Patrick Moser (Ju-Jitsu & Judo Club Brugg) | Otto Imala (Ju-Jitsu & Judo Club Brugg)  | Marko Virjevic (Ecole Judo Dégallier) Lucy Wyler (Judo-Budo-Club Bellinzona) |
| 2016 | Patrick Moser (Ju-Jitsu & Judo Club Brugg) | Marko Virjevic (Ecole Judo Dégallier)    | Matthieu Pahud (Judo Club Romont) Luca Wyler (Judo-Budo-Club Bellinzona)     |
| 2017 | Otto Imala (Ju-Jitsu & Judo Club Brugg)    | Luca Wyler (Judo-Budo-Club Bellinzona)   | Patrick Moser (Ju-Jitsu & Judo Club Brugg) Matthieu Pahud (Judo Club Romont) |
| 2018 | Otto Imala (Ju-Jitsu & Judo Club Brugg)    | Daniel Eich (Ju-Jitsu & Judo Club Brugg) | Patrick Moser (Ju-Jitsu & Judo Club Brugg) David Büchel (Judo Club Ruggell)  |
| 2019 | Daniel Eich (Ju-Jitsu & Judo Club Brugg)   | David Büchel (Judo Club Ruggell)         | Manrico Frigerio (Do Yu Kai Chiasso) Luca Wyler (Judo-Budo-Club Bellinzona)  |
| 2021 | Daniel Eich (Ju-Jitsu & Judo Club Brugg)   | Alexandre Briand (Judo Club Renens)      | Reo-Tobias Hamaya (Judo Club Ruggell) David Büchel (Judo Club Ruggell)       |
| 2022 | Alexandre Briand (Judo Club Renens)        | David Büchel (Judo Club Ruggell)         | Ismael Corrales (Judo Club Carouge) Sian Malardeau (Judo Club Romont)        |

## Frauen

### Bis 48 kg
| Jahr | Gold                                                           | Silber                                                       | Bronze                                                                                       |
| ---- | -------------------------------------------------------------- | ------------------------------------------------------------ | -------------------------------------------------------------------------------------------- |
| 2018 | Anke Grings (Judo-Sport Liestal)                               | Fanny Didierlaurent (Judo Karate Ju-Jitsu La Chaux-de-Fonds) | Rahel Kobel (Judo Club Biel/Bienne-Nidau) Fabiana Kündig (Club difesa personale S. Antonino) |
| 2019 | Carmen Brussig (Kampfsportcenter Do-Jigo Wollerau/Niederurnen) | Rahel Kobel (Judo Club Biel/Bienne-Nidau)                    | Deborah Höhn (Judo Sport Club O-Nami Horgen)                                                 |
| 2021 | Priscilla Morand (Judo Club Morges)                            |                                                              |                                                                                              |
| 2022 | Priscilla Morand (Judo Club Morges)                            | Sakura Hirano (Judo Club Romont)                             | Nuria Ferreira (Budokwai Pully)                                                              |

### Bis 52 kg
| Jahr | Gold                                    | Silber                                              | Bronze                                                                                    |
| ---- | --------------------------------------- | --------------------------------------------------- | ----------------------------------------------------------------------------------------- |
| 2018 | Tamara Silva (Judo Club Morges)         | Nice Ceresa (Judo Kwai Muralto)                     | Valerie Walsh (Sport-Center Nippon Bern) Selma Stoller (Judo Kwai Lancy)                  |
| 2019 | Fabienne Kocher (Judo Club Uster)       | Tamara Silva (Judo Club Morges)                     | Nice Ceresa (Judo Kwai Muralto) Michelle Fernandez (Judo und Ju-Jitsu Club Solothurn)     |
| 2021 | Fabienne Kocher (Judo Club Uster)       | Yasmin Abbani (Judo Sportclub Dietikon)             | Michelle Fernandez (Judo und Ju-Jitsu Club Solothurn) Jessica Gurba (Budo-Kan Porrentruy) |
| 2022 | Oana Nicolaescu (Judoschule Nicolaescu) | Naemi Carrel (Judo Club Villars-sur-Glâne-Fribourg) | Jessica Gurba (Budo-Kan Porrentruy)                                                       |

### Bis 57 kg
| Jahr | Gold                                             | Silber                             | Bronze                                                                                        |
| ---- | ------------------------------------------------ | ---------------------------------- | --------------------------------------------------------------------------------------------- |
| 2018 | Ines Amey (Judo Club Villars-sur-Glâne-Fribourg) | Manon Monnard (Judo Attalens)      | Judith Biedermann (Judo Club Ruggell) Michelle Fernandez (Judo und Ju-Jitsu Club Solothurn)   |
| 2019 | Emilie Amaron (Judo Club Morges)                 | Olivia Gertsch (Budo Club Langnau) | Jessica Gurba (Budo-Kan Porrentruy) Judith Biedermann (Judo Club Ruggell)                     |
| 2021 | Aline Rosset (Judo Club Morges)                  | Olivia Gertsch (Budo Club Langnau) | Charlotte de Gregorio (Judo Club le Samouraï) Manon Monnard (Judo Attalens)                   |
| 2022 | Binta Ndiaye (Judo Kwai Lausanne)                | Manon Monnard (Judo Attalens)      | Clémence Polier (Ecole Judo Dégallier) Audrey Gaillard (Judo Club Villars-sur-Glâne-Fribourg) |

### Bis 63 kg
| Jahr | Gold                                           | Silber                                    | Bronze                                                                     |
| ---- | ---------------------------------------------- | ----------------------------------------- | -------------------------------------------------------------------------- |
| 2018 | Carina Hildbrand (Judo Club Nippon St. Gallen) | Camille Chuat (Judo Club Hauterive)       | Tina Berger (Judo Schule Nippon Basel) Nicole Fuhrer (Judo Club Wetzikon)  |
| 2019 | Carina Hildbrand (Judo Club Nippon St. Gallen) | Michèle Johner (Judo Schule Nippon Basel) | Thaïs Jaquet (Judo Kwai Lausanne) Gisela Löffel (Judo Kwai Oensingen)      |
| 2021 | Chiara Friden (Judo Club Cheseaux)             | Gisela Löffel (Judo Kwai Oensingen)       | Mirella Monetti (Judo-Sport Liestal) Marine Labarthe (Judo Club Lémanique) |
| 2022 | Emilie Amaron (Judo Club Stade-Lausanne)       | Marion Liengme (Judo & CO Servion)        | Olivia Gertsch (Budo Club Langnau) Chiara Friden (Judo Club Cheseaux)      |

### Bis 70 kg
| Jahr | Gold                                   | Silber                                         | Bronze                                                                         |
| ---- | -------------------------------------- | ---------------------------------------------- | ------------------------------------------------------------------------------ |
| 2018 | Gioia Vetterli (Judo Club Uster)       | Florence Hofmann (Judo Club Biel/Bienne-Nidau) | Celine Flury (Judo Club le Samouraï) Melanie Keller (Judo Schule Nippon Basel) |
| 2019 | Gioia Vetterli (Judo Club Uster)       | Celine Flury (Judo Club le Samouraï)           | Nina Weber (Judo Kwai Oensingen) Melanie Keller (Judo Schule Nippon Basel)     |
| 2021 | Delia Moira Vetterli (Judo Club Uster) | Celine Flury (Judo Club le Samouraï)           | Nina Weber (Judo Kwai Oensingen) Esmeralda Damiano (Judo-Sport Liestal)        |
| 2022 | Gioia Vetterli (Judo Club Uster)       | Stefanie Gysler (Sport-Center Nippon Bern)     | Nina Weber (Judo Kwai Oensingen) Giulia Cambianica (Judo-Budo-Club Bellinzona) |

### Über 70 kg
| Jahr | Gold                                        | Silber                                             | Bronze                                                                                  |
| ---- | ------------------------------------------- | -------------------------------------------------- | --------------------------------------------------------------------------------------- |
| 2018 | Alina Lengweiler (Judo Schule Nippon Basel) | Anja Kaiser (Judo Club Sakura Schaanwald)          | Jennifer Richard (Ecole Judo Dégallier) Elena Assuelli (Judo Club Boécourt)             |
| 2019 | Alina Lengweiler (Judo Schule Nippon Basel) | Anja Kaiser (Judo Club Sakura Schaanwald)          | Elena Assuelli (Judo Club Boécourt) Silena Wellinger (Judo Club Basel)                  |
| 2021 | Alina Lengweiler (Judo Schule Nippon Basel) | Christa Baumgartner (Judo und Ju-Jitsu Sport Lyss) | Livia Herrmann (Judo und Ju-Jitsu Sport Lyss)                                           |
| 2022 | Alina Lengweiler (Judo Schule Nippon Basel) | Mareen Hollenstein (Judo Club Sakura Schaanwald)   | Anja Kaiser (Judo Club Sakura Schaanwald) Livia Herrmann (Judo und Ju-Jitsu Sport Lyss) |

## Erfolgreichste Teilnehmer
(Stand: 2015 (Männer) / 2018 (Frauen) bis und mit 2022, nur mehrfache Medaillengewinner sind in der Liste)
- Platz: Reihenfolge der Athleten. Diese wird durch die Anzahl der Goldmedaillen bestimmt. Bei gleicher Anzahl werden die Silbermedaillen verglichen, danach die Bronzemedaillen. Danach wird alphabetisch aufgelistet.
- Name: Name des Athleten
- Verein: Der Verein, für den der Athlet startete. Bei einem Wechsel des Vereines wird derjenige genannt, für das der Athlet die letzte Medaille erzielte.
- Von: Erster Medaillengewinn
- Bis: Letzter Medaillengewinn
- Gold: Anzahl der gewonnenen Goldmedaillen
- Silber: Anzahl der gewonnenen Silbermedaillen
- Bronze: Anzahl der gewonnenen Bronzemedaillen
- Gesamt: Anzahl aller gewonnenen Medaillen

### Männer
| Platz | Name              | Verein                          | Von  | Bis  | Gold | Silber | Bronze | Gesamt |
| ----- | ----------------- | ------------------------------- | ---- | ---- | ---- | ------ | ------ | ------ |
| 1     | Ciril Grossklaus  | Ju-Jitsu & Judo Club Brugg      | 2016 | 2021 | 3    | 0      | 0      | 3      |
| 1     | Raphael Erne      | Budokan Zürich                  | 2017 | 2019 | 3    | 0      | 0      | 3      |
| 3     | Florian Girardoz  | Judo Club Montreux              | 2015 | 2021 | 2    | 2      | 1      | 5      |
| 3     | Naïm Matt         | Judo Club Cheseaux              | 2015 | 2021 | 2    | 2      | 1      | 5      |
| 5     | Daniel Eich       | Ju-Jitsu & Judo Club Brugg      | 2018 | 2021 | 2    | 1      | 0      | 3      |
| 5     | Otto Imala        | Ju-Jitsu & Judo Club Brugg      | 2017 | 2018 | 2    | 1      | 0      | 3      |
| 7     | Patrick Moser     | Ju-Jitsu & Judo Club Brugg      | 2016 | 2018 | 2    | 0      | 2      | 4      |
| 7     | Simon Rosset      | Judo Club Morges                | 2016 | 2018 | 2    | 0      | 2      | 4      |
| 9     | Michael Kistler   | Ju-Jitsu & Judo Club Brugg      | 2016 | 2021 | 2    | 0      | 1      | 3      |
| 10    | Adam Batsiev      | Judo Schule Fuji-San Baar       | 2018 | 2019 | 2    | 0      | 0      | 2      |
| 10    | David Gauch       | Judo Kwai Lausanne              | 2021 | 2022 | 2    | 0      | 0      | 2      |
| 10    | Lukas Wittwer     | Judo Club Uster                 | 2018 | 2022 | 2    | 0      | 0      | 2      |
| 10    | Timo Allemann     | Judo Club Nippon St. Gallen     | 2017 | 2019 | 2    | 0      | 0      | 2      |
| 14    | Lionel Schwander  | Ecole Judo Dégallier            | 2016 | 2022 | 1    | 3      | 1      | 5      |
| 15    | Dominik Sommer    | Sport-Center Nippon Bern        | 2016 | 2018 | 1    | 2      | 1      | 4      |
| 16    | Florian Droux     | Judo Schule Nippon Basel        | 2015 | 2019 | 1    | 1      | 1      | 3      |
| 16    | Siro Stump        | Judo Club Uster                 | 2019 | 2022 | 1    | 1      | 1      | 3      |
| 18    | Alexandre Briand  | Judo Club Renens                | 2021 | 2022 | 1    | 1      | 0      | 2      |
| 18    | Marco Papa        | Judo Club Carouge               | 2015 | 2017 | 1    | 1      | 0      | 2      |
| 20    | Nils Stump        | Judo Club Uster                 | 2015 | 2017 | 1    | 0      | 2      | 3      |
| 20    | Sid Stoya         | Judo Attalens                   | 2017 | 2022 | 1    | 0      | 2      | 3      |
| 20    | Simon Gautschi    | Judo Club Arashi-Kulm           | 2018 | 2022 | 1    | 0      | 2      | 3      |
| 23    | Mathieu Groell    | Ecole de Judo Amweg Delémont    | 2015 | 2016 | 1    | 0      | 1      | 2      |
| 24    | David Büchel      | Judo Club Ruggell               | 2018 | 2022 | 0    | 2      | 2      | 4      |
| 25    | Janik Fischer     | Judo Club St. Gallen-Gossau     | 2017 | 2019 | 0    | 2      | 1      | 3      |
| 25    | Loan Celikbilek   | Judo Club Delémont              | 2019 | 2022 | 0    | 2      | 1      | 3      |
| 25    | Yannic Johner     | Judo Schule Nippon Basel        | 2019 | 2022 | 0    | 2      | 1      | 3      |
| 28    | Simon Schnell     | Judo Club Uster                 | 2015 | 2016 | 0    | 2      | 0      | 2      |
| 29    | Luca Wyler        | Judo-Budo-Club Bellinzona       | 2015 | 2019 | 0    | 1      | 3      | 4      |
| 30    | Gabriel Pfister   | Judo-Sport Liestal              | 2017 | 2022 | 0    | 1      | 2      | 3      |
| 31    | Andrin Strickler  | Judo Club Uster                 | 2015 | 2016 | 0    | 1      | 1      | 2      |
| 31    | Arnaud Bohren     | Judo Club Morges                | 2015 | 2018 | 0    | 1      | 1      | 2      |
| 31    | Lucas Paulin      | Ecole Judo Dégallier            | 2018 | 2021 | 0    | 1      | 1      | 2      |
| 31    | Marko Virjevic    | Ecole Judo Dégallier            | 2015 | 2016 | 0    | 1      | 1      | 2      |
| 31    | Simon Heid        | Judo & Ju-Jitsu Club Weinfelden | 2016 | 2018 | 0    | 1      | 1      | 2      |
| 31    | Tobias Meier      | Ju-Jitsu & Judo Club Brugg      | 2016 | 2019 | 0    | 1      | 1      | 2      |
| 31    | Vincent Nussbaum  | Budo Club Trois Chênes          | 2016 | 2022 | 0    | 1      | 1      | 2      |
| 38    | Quentin Le Cam    | Judo Club Marly                 | 2015 | 2017 | 0    | 0      | 3      | 3      |
| 39    | Jan Waeber        | Judo Club Hara Sport Murten     | 2016 | 2017 | 0    | 0      | 2      | 2      |
| 39    | Jesse Waizenegger | Judo & CO Servion               | 2021 | 2022 | 0    | 0      | 2      | 2      |
| 39    | Loïc Gerosa       | Judo Club le Samouraï           | 2021 | 2022 | 0    | 0      | 2      | 2      |
| 39    | Matthieu Pahud    | Judo Club Romont                | 2016 | 2017 | 0    | 0      | 2      | 2      |
| 39    | Maxime Albisetti  | Judo Attalens                   | 2018 | 2019 | 0    | 0      | 2      | 2      |
| 39    | Tom Witzig        | Judo Schule Nippon Basel        | 2018 | 2021 | 0    | 0      | 2      | 2      |

### Frauen
| Platz | Name               | Verein                           | Von  | Bis  | Gold | Silber | Bronze | Gesamt |
| ----- | ------------------ | -------------------------------- | ---- | ---- | ---- | ------ | ------ | ------ |
| 1     | Alina Lengweiler   | Judo Schule Nippon Basel         | 2018 | 2022 | 4    | –      | –      | 4      |
| 2     | Gioia Vetterli     | Judo Club Uster                  | 2018 | 2022 | 3    | –      | –      | 3      |
| 3     | Carina Hildbrand   | Judo Club Nippon St. Gallen      | 2018 | 2019 | 2    | –      | –      | 2      |
| 3     | Emilie Amaron      | Judo Club Stade-Lausanne         | 2019 | 2022 | 2    | –      | –      | 2      |
| 3     | Fabienne Kocher    | Judo Club Uster                  | 2019 | 2021 | 2    | –      | –      | 2      |
| 3     | Priscilla Morand   | Judo Club Morges                 | 2021 | 2022 | 2    | –      | –      | 2      |
| 7     | Tamara Silva       | Judo Club Morges                 | 2018 | 2019 | 1    | 1      | –      | 2      |
| 8     | Chiara Friden      | Judo Club Cheseaux               | 2021 | 2022 | 1    | –      | 1      | 2      |
| 9     | Anja Kaiser        | Judo Club Sakura Schaanwald      | 2018 | 2022 | –    | 2      | 1      | 3      |
| 9     | Celine Flury       | Judo Club le Samouraï            | 2018 | 2021 | –    | 2      | 1      | 3      |
| 9     | Manon Monnard      | Judo Attalens                    | 2018 | 2022 | –    | 2      | 1      | 3      |
| 9     | Olivia Gertsch     | Budo Club Langnau                | 2019 | 2022 | –    | 2      | 1      | 3      |
| 13    | Gisela Löffel      | Judo Kwai Oensingen              | 2019 | 2021 | –    | 1      | 1      | 2      |
| 13    | Nice Ceresa        | Judo Kwai Muralto                | 2018 | 2019 | –    | 1      | 1      | 2      |
| 13    | Rahel Kobel        | Judo Club Biel/Bienne-Nidau      | 2018 | 2019 | –    | 1      | 1      | 2      |
| 16    | Jessica Gurba      | Budo-Kan Porrentruy              | 2019 | 2022 | –    | –      | 3      | 3      |
| 16    | Michelle Fernandez | Judo und Ju-Jitsu Club Solothurn | 2018 | 2021 | –    | –      | 3      | 3      |
| 16    | Nina Weber         | Judo Kwai Oensingen              | 2019 | 2022 | –    | –      | 3      | 3      |
| 19    | Elena Assuelli     | Judo Club Boécourt               | 2018 | 2019 | –    | –      | 2      | 2      |
| 19    | Judith Biedermann  | Judo Club Ruggell                | 2018 | 2019 | –    | –      | 2      | 2      |
| 19    | Livia Herrmann     | Judo und Ju-Jitsu Sport Lyss     | 2021 | 2022 | –    | –      | 2      | 2      |
| 19    | Melanie Keller     | Judo Schule Nippon Basel         | 2018 | 2019 | –    | –      | 2      | 2      |

## Vereinswertung
(Stand: 2015 (Männer) / 2018 (Frauen) bis und mit 2022)
| Platz | Verein                                        | Gold | Silber | Bronze | Gesamt |
| ----- | --------------------------------------------- | ---- | ------ | ------ | ------ |
| 1     | Ju-Jitsu & Judo Club Brugg                    | 12   | 4      | 7      | 23     |
| 2     | Judo Club Uster                               | 1–   | 5      | 4      | 19     |
| 3     | Judo Club Morges                              | 7    | 4      | 4      | 15     |
| 4     | Judo Schule Nippon Basel                      | 5    | 4      | 7      | 16     |
| 5     | Judo Club Nippon St. Gallen                   | 4    | 1      | –      | 5      |
| 6     | Judo Kwai Lausanne                            | 4    | –      | 1      | 5      |
| 7     | Judo Club Cheseaux                            | 3    | 2      | 3      | 8      |
| 8     | Budokan Zürich                                | 3    | –      | –      | 3      |
| 8     | Judo Schule Fuji-San Baar                     | 3    | –      | –      | 3      |
| 10    | Judo Club Montreux                            | 2    | 2      | 1      | 5      |
| 11    | Judo Club Villars-sur-Glâne-Fribourg          | 2    | 1      | 2      | 5      |
| 12    | Ecole Judo Dégallier                          | 1    | 5      | 8      | 14     |
| 13    | Sport-Center Nippon Bern                      | 1    | 3      | 2      | 6      |
| 14    | Judo Attalens                                 | 1    | 2      | 4      | 7      |
| 15    | Judo-Sport Liestal                            | 1    | 1      | 5      | 7      |
| 16    | Judo Club Carouge                             | 1    | 1      | 3      | 5      |
| 17    | Judo Club Renens                              | 1    | 1      | –      | 2      |
| 18    | Judo Club Arashi-Kulm                         | 1    | –      | 2      | 3      |
| 19    | Ecole de Judo Amweg Delémont                  | 1    | –      | 1      | 2      |
| 19    | Judo Club Stade-Lausanne                      | 1    | –      | 1      | 2      |
| 21    | Judoschule Nicolaescu                         | 1    | –      | –      | 1      |
| 21    | Kampfsportcenter Do-Jigo Wollerau/Niederurnen | 1    | –      | –      | 1      |
| 3     | Judo Club Sakura Schaanwald                   | –    | 3      | 1      | 4      |
| 24    | Judo Club Ruggell                             | –    | 2      | 7      | 9      |
| 25    | Judo Club le Samouraï                         | –    | 2      | 4      | 6      |
| 25    | Judo Club Romont                              | –    | 2      | 4      | 6      |
| 27    | Judo Club Biel/Bienne-Nidau                   | –    | 2      | 3      | 5      |
| 28    | Judo Club Delémont                            | –    | 2      | 2      | 4      |
| 29    | Budo Club Langnau                             | –    | 2      | 1      | 3      |
| 29    | Judo & Ju-Jitsu Club Weinfelden               | –    | 2      | 1      | 3      |
| 29    | Judo Club St. Gallen-Gossau                   | –    | 2      | 1      | 3      |
| 32    | Judo & CO Servion                             | –    | 1      | 4      | 5      |
| 32    | Judo Kwai Oensingen                           | –    | 1      | 4      | 5      |
| 32    | Judo-Budo-Club Bellinzona                     | –    | 1      | 4      | 5      |
| 35    | Budo Club Trois Chênes                        | –    | 1      | 2      | 3      |
| 35    | Judo und Ju-Jitsu Sport Lyss                  | –    | 1      | 2      | 3      |
| 37    | Judo Kwai Muralto                             | –    | 1      | 1      | 2      |
| 38    | Ecole de Judo Ju-Jitsu Lemanique              | –    | 1      | –      | 1      |
| 38    | Judo Club Buchs                               | –    | 1      | –      | 1      |
| 38    | Judo Club Hauterive                           | –    | 1      | –      | 1      |
| 38    | Judo Karate Ju-Jitsu La Chaux-de-Fonds        | –    | 1      | –      | 1      |
| 38    | Judo Sportclub Dietikon                       | –    | 1      | –      | 1      |
| 43    | Judo Club Marly                               | –    | –      | 4      | 4      |
| 44    | Budo-Kan Porrentruy                           | –    | –      | 3      | 3      |
| 44    | Judo und Ju-Jitsu Club Solothurn              | –    | –      | 3      | 3      |
| 46    | Judo Club Boécourt                            | –    | –      | 2      | 2      |
| 46    | Judo Club Hara Sport Murten                   | –    | –      | 2      | 2      |
| 46    | Judo Team Nyon                                | –    | –      | 2      | 2      |
| 49    | Budokwai Pully                                | –    | –      | 1      | 1      |
| 49    | Club difesa personale S. Antonino             | –    | –      | 1      | 1      |
| 49    | Do Yu Kai Chiasso                             | –    | –      | 1      | 1      |
| 49    | Judo Club Basel                               | –    | –      | 1      | 1      |
| 49    | Judo Club Grenchen                            | –    | –      | 1      | 1      |
| 49    | Judo Club Lémanique                           | –    | –      | 1      | 1      |
| 49    | Judo Club Moutier                             | –    | –      | 1      | 1      |
| 49    | Judo Club Tadashi Goldach                     | –    | –      | 1      | 1      |
| 49    | Judo Club Wetzikon                            | –    | –      | 1      | 1      |
| 49    | Judo Kwai Lancy                               | –    | –      | 1      | 1      |
| 49    | Judo Sport Birsfelden                         | –    | –      | 1      | 1      |
| 49    | Judo Sport Club O-Nami Horgen                 | –    | –      | 1      | 1      |
| 49    | Judokwai Walenstadt                           | –    | –      | 1      | 1      |
| 49    | Shinbudo Biel/Bienne                          | –    | –      | 1      | 1      |